# Dirty Beats Radio
Dirty Beats Radio es una radio en línea latinoamericana de música electrónica, fundada el 15 de julio de 2012. En la actualidad se encuentra entre las principales radios latinas de música electrónica (EDM).
Cuenta con DJ residentes y radioshows, de: Martin Garrix, R3hab, Laidback Luke, Tiësto, Mark Knight, Juicy M y muchos más...

## Historia
Dirty Beats Radio nació de una amistad entre Steve Forte y Naxxo. En ese tiempo, los dos tenían muchas ganas de crear su propia marca y sello en el mundo de la música electrónica, para poder promover y hacer crecer más este movimiento. Esto motivó a la formación de Dirty Beats Radio, que poco a poco empezó a crecer, siendo promotores oficiales de eventos y festivales importantes con grandes DJ's, como UMEK, Paul Oakenfold, Coyu, etc.
A partir de todo esto, Dirty Beats formó Dirty Beats Tickets, los cuales están involucrados con los eventos nacionales más grandes de música electrónica, siendo promotores para festivales, como el Road To Ultra: Perú, Life in Color "World Largest Paint Party" Perú, Hardwell en Lima - Perú "United We Are" World Tour y muchos otros festivales más, incluyendo su propio festival "Lost Paradise" 
Viendo que la situación era muy favorable, decidieron crear su propio sello discográfico llamado Dirty Beats Records, que hasta el momento ha apoyado a los productores promesas más jóvenes, los cuales han recibido mucho apoyo de artistas internacionales, como Sick Individuals, DJ Juicy M, Paul Oakenfold, Tommy Trash, Dash Berlin, Fedde Le Grand, etc.